# Joseph L. Hooper
Joseph Lawrence Hooper (* 22. Dezember 1877 in Cleveland, Ohio; † 22. Februar 1934 in Washington, D.C.) war ein US-amerikanischer Politiker. Zwischen 1925 und 1934 vertrat er den Bundesstaat Michigan im US-Repräsentantenhaus.

## Werdegang
Im Jahr 1891 kam Joseph Hooper mit seinen Eltern nach Battle Creek in Michigan, wo er die öffentlichen Schulen besuchte. Nach einem anschließenden Jurastudium und seiner im Jahr 1899 erfolgten Zulassung als Rechtsanwalt begann er dort in seinem neuen Beruf zu arbeiten. Zwischen 1901 und 1903 war er Gerichtsbeauftragter (Court Commissioner) für das Calhoun County; dort fungierte er außerdem von 1903 bis 1907 als Bezirksstaatsanwalt. Von 1916 bis 1918 war Hooper juristischer Vertreter der Stadt Battle Creek.
Politisch war Hooper Mitglied der Republikanischen Partei. Nach dem Tod des Kongressabgeordneten Arthur B. Williams wurde er bei der fälligen Nachwahl für den dritten Sitz von Michigan als dessen Nachfolger in das US-Repräsentantenhaus in Washington gewählt, wo er am 18. August 1925 sein neues Mandat antrat. Nach vier Wiederwahlen konnte er bis zu seinem Tod am 22. Februar 1934 im Kongress verbleiben. Seit Ende 1929 wurde auch die Arbeit des Repräsentantenhauses durch die Ereignisse der Weltwirtschaftskrise geprägt. Seit 1933 wurden die ersten New-Deal-Gesetze der Bundesregierung verabschiedet. Im Jahr 1933 wurden der 20. und der 21. Verfassungszusatz im Kongress beraten und verabschiedet.
Joseph Hooper wurde in Battle Creek beigesetzt.